# Gunghuyana leviverpa
Gunghuyana leviverpa är en insektsart som beskrevs av Stiller 2001. Gunghuyana leviverpa ingår i släktet Gunghuyana och familjen dvärgstritar. Inga underarter finns listade i Catalogue of Life.